# Ženská fotbalová reprezentace Spojených států amerických
Ženská fotbalová reprezentace Spojených států reprezentuje Spojené státy americké na mezinárodních fotbalových akcích, jako je mistrovství světa žen nebo ženský turnaj na olympijských hrách.

## Olympijské hry
| Rok    | Účast                                           | Soupisky |
| ------ | ----------------------------------------------- | -------- |
| 1996   | Zlatá medaile                                   |          |
| 2000   | Stříbrná medaile                                |          |
| 2004   | Zlatá medaile                                   |          |
| 2008   | Zlatá medaile                                   |          |
| 2012   | Zlatá medaile                                   | soupiska |
| 2016   | Prohra ve čtvrtfinále se Švédskem               |          |
| 2020   | Bronzová medaile                                |          |
| 2024   | Zlatá medaile                                   |          |
| Celkem | Účast – 8× Zlato – 5×, Stříbro – 1×, Bronz – 1× |          |

## Mistrovství světa
| Rok    | Účast                                           | Soupisky |
| ------ | ----------------------------------------------- | -------- |
| 1991   | Zlatá medaile                                   |          |
| 1995   | Bronzová medaile                                |          |
| 1999   | Zlatá medaile                                   |          |
| 2003   | Bronzová medaile                                |          |
| 2007   | Bronzová medaile                                |          |
| 2011   | Stříbrná medaile                                |          |
| 2015   | Zlatá medaile                                   |          |
| 2019   | [ 1 ]                                           |          |
| 2023   | Prohra v osmifinále s Švédsko                   | Soupiska |
| Celkem | Účast – 9× Zlato – 4×, Stříbro – 1×, Bronz – 3× |          |